# Arabellites saxalensis
Arabellites saxalensis är en ringmaskart som beskrevs av du Chêne 1976. Arabellites saxalensis ingår i släktet Arabellites, klassen havsborstmaskar, fylumet ringmaskar och riket djur. Inga underarter finns listade i Catalogue of Life.